# استان آنتالیا
استان آنتالیا یکی از ۸۱ استان ترکیه است. مرکز آن شهر آنتالیا می‌باشد.  این استان در منطقه مدیترانه‌ای جنوب‌غربی ترکیه، بین رشته‌کوه‌های توروس و دریای مدیترانه قرار گرفته و مساحت آن ۲۰٬۱۷۷ کیلومتر مربع می‌باشد و جمعیت آن در سال ۲۰۲۲ برابر با ۲٬۶۸۸٬۰۰۴ نفر بوده است.

## نام
نام شهر آنتالیا و به‌تبع آن استان آنتالیا، از آتالوس دوم، پادشاه پرگامون گرفته شده که این شهر را در قرن دوم پیش از میلاد بنیان‌گذاری کرده است.

## گردشگری
کشور زیبای ترکیه با جاذبه‌های فراوان گردشگری خود، در سالهای اخیر تبدیل به یکی از اصلی‌ترین مقاصد گردشگران سراسر جهان و همچنین ایرانیان شده که هر ساله مسافران بسیاری را جذب خود می‌کند.
استان آنتالیا، مرکز صنعت گردشگری ترکیه است و ۳۰ درصد از کل گردشگران خارجی ترکیه به این استان وارد می‌شوند.
این استان دارای ۶۵۷ کیلومتر ساحل است که پلاژها، بندرها و شهرهای باستانی زیادی در کنار آن قرار دارد از جمله محل باستانی زانتوس که در فهرست میراث جهانی قرار دارد.

## موقعیت جغرافیایی
این شهر در منطقه دریای مدیترانه واقع شده، در شرق آنتالیا شهرهای مرسین و کارامان، در شمالش قونیه، اسپارتا و بوردور، در غربش موغلا و در جنوبش دریای مدیترانه می‌باشد.

## شهرستانهای

محل استان آنتالیا در ترکیه.

- استان آنتالیا ۱۹ شهرستان دارد شامل:[۳]

- اکسکی
- آق‌سو
- آلانیا
- دمره
- دوشمالتی
- المالی
- فنیقه
- غازی‌پاشا
- گوندوغموش
- ایبرادی
- کاش
- کمر
- کپز
- کنیالتی
- قورقودالی
- قوملوجا
- ماناوگات
- موراتپاشا
- سریک (آنتالیا)

## نگارخانه
- نمایی از کورکوتلی/آنتالیا.